# Старый Кармыж
Старый Кармыж — деревня в Кизнерском районе Удмуртии, административный центр Старокармыжского сельского поселения.

## Географические данные
Деревня расположено на юге района, на берегу реки Ишек, в 30 км от районного центра и ближайшей железнодорожной станции — посёлка Кизнер.

## История
Впервые деревня Карамыш-Пелга упоминается в Ландратской переписи 1716 года, среди населённых пунктов сотни Токбулата Рысова Арской дороги Казанского уезда. По результатам Первой Всероссийской переписи 1897 года в деревне Старый Кармыж Старокармыжского сельского общества Васильевской волости Елабужского уезда проживало 262 жителя.
С 1924 по 1929 годы деревня входила в состав укрупнённой Троцкой волости, которая после реформы 1924 года включала селения упразднённых Васильевской, Староятчинской и Троцкой волостей Можгинского уезда. В 1929 году в результате районирования Троцкая волость упразднена и деревня отошла в состав Граховского района. С 1935 по 1956 годы деревня входила в состав Бемыжского района, а после его упразднения в состав — Кизнерского района.
С 1925 по 1954 годы в деревне размещался Старокармыжский сельсовет, после упразднения которого деревня входила в состав Бемыжского сельсовета. Повторно сельсовет восстановлен в 1991 году.

## Объекты социальной сферы
- МОУ Старокармыжская средняя общеобразовательная школа
- МДОУ Старокармыжский детский сад
- Старокармыжский сельский дом культуры
- Старокармыжская ФАП

## Улицы
- Улица Азина
- Колхозная улица
- Ольховая улица
- Школьная улица
- Южная улица